# Francesco de Avalos
Fernando Francesco ofwel Ferrante Francesco of kortweg Francesco als voornaam en als familienaam in het Italiaans d'Avalos of, zoals hijzelf in het Spaans wenste genoemd te worden, de Avalos (Napels, 1489 - Milaan, 1525) was markies van Pescara. Hij was een condottiero in het koninkrijk Napels alsook op het einde van zijn leven vice-koning (onderkoning) van Napels. Hij voelde zich heel zijn leven méér Spanjaard dan Italiaan en sprak altijd Spaans, ook met zijn Romeinse echtgenote Vittoria Colonna.
Hij behoorde tot de Spaansgezinde adel van het koninkrijk Napels. Zijn familie d'Avalos was in dienst van de koningen van Aragon die heersten over Napels, dat slechts een onderdeel was van het Spaanse wereldrijk. Hij was als condottiero in dienst van twee koningen van Aragon: Ferdinand de Katholieke, en vanaf 1516, keizer Karel V. Hij vocht voor beide vorsten in de jarenlange Italiaanse oorlogen, steeds aan de zijde van en in het belang van Aragon.
In 1512 verloren de Aragonezen en hun bondgenoten de Slag bij Ravenna. Deze veldslag ging om een belangrijk pauselijk bolwerk in de Romagna. Zijn schoonvader, Fabrizio Colonna, een Napolitaans commandant, was mee op het slagveld. De Fransen versloegen er de Heilige Liga. Francesco geraakte gewond en de Fransen namen hem gevangen. Hij kwam vrij na betaling van losgeld door zijn schoonfamilie Colonna. Francesco voerde verder jarenlang strijd voor het koninkrijk Napels onder het bevel van Prospero Colonna bijgenaamd Cuntatore, iemand uit zijn schoonfamilie. Francesco ondernam intussen een reis naar Madrid om Karel V persoonlijk te leren kennen en zijn kansen te verhogen op een militaire topbenoeming in Napels. Hij was ongeduldig omdat zijn schoonfamilie Colonna voortdurend het opperbevel voerde. Het verblijf in Madrid verliep prima. Blijkbaar kwamen Francesco en Karel V goed overeen; de Spaanse levenswijze van Francesco sprak Karel V erg aan. 

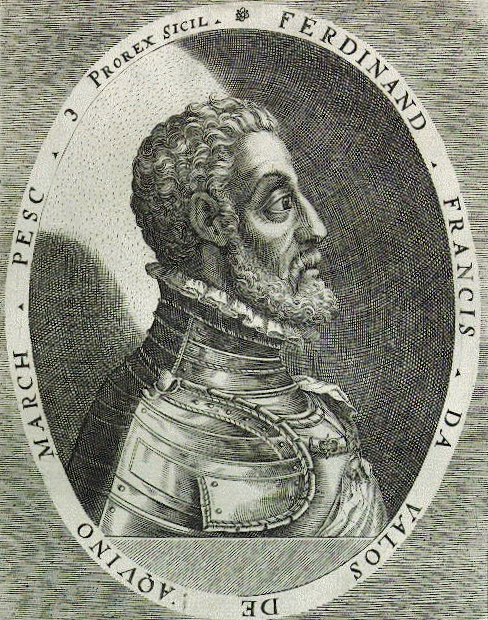
Fernando Francesco d'Avalos, gravure

## Overwinning bij Pavia
In 1524 viel koning Frans I van Frankrijk Lombardije binnen. Dit betekende een nieuwe fase van de Italiaanse oorlogen. Karel V benoemde onmiddellijk Francesco niet alleen tot commandant van de Napolitaanse troepen, maar ook tot onderkoning van Napels. Deze politieke macht had Francesco nodig want de Napolitaanse troepen hadden geen soldij meer en waren oorlogsmoe. De Fransen belegerden ondertussen Pavia tijdens de winter (1524-1525). Francesco arriveerde in Pavia begin 1525, en versloeg de Fransen in de Slag bij Pavia. Hij nam bovendien de Franse koning Frans I gevangen. Het geldtekort van de onderkoning van Napels werd opgelost door een grote som losgeld van de Fransen te eisen. Francesco stierf tijdens de overwinningsroes van de Napolitanen in Milaan in hetzelfde jaar 1525.

## Weduwe Vittoria Colonna
Vittoria Colonna, afkomstig uit de machtige familie Colonna in de Pauselijke Staten en Napels, was uitgehuwelijkt aan Francesco. Zij behoorde tot een kring van artiesten en poëten rond Michelangelo. Zij zag haar man niet veel en wanneer hij eens niet op het slagveld was, weigerde hij Italiaans met haar te spreken. Na Francesco's dood schreef Vittoria meerdere sonnetten, waarin ze haar liefde voor Francesco uitdrukt en hem idealiseert op het slagveld. Zij was kinderloos.
- Biblioteca Nacional de España: XX1235720
- Gemeinsame Normdatei: 120934434
- International Standard Name Identifier: 0000 0000 6136 3412
- Library of Congress Control Number: no99010180
- SNAC: w6d53qdg
- Système universitaire de documentation: 118747959
- Virtual International Authority File: 32839997
- WorldCat: E39PBJkT8fm663PVCfHCwByPQq